# UFA-Filmtheater (Pforzheim)

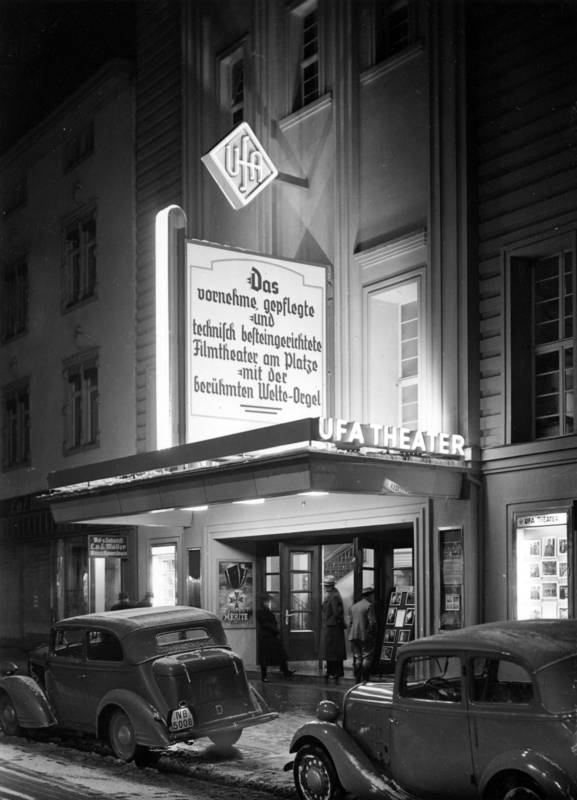
UFA-Filmtheater in Pforzheim im Jahr 1938 (Foto im Stadtarchiv Pforzheim)

Das UFA-Filmtheater in Pforzheim, einer Stadt im nördlichen Baden-Württemberg, wurde am 24. März 1927 eröffnet. Das Kinogebäude wurde nach Plänen des Pforzheimer Architekturbüros Falle, Clev & Deichsel durch das Bauunternehmen H. Külsheimer errichtet. 
Der Filmpalast mit über 1000 Plätzen gehörte zu den Ufa-Kinos, die der 1917 gegründeten Universum Film AG gehörten.
Beim Luftangriff auf Pforzheim am 23. Februar 1945 wurden alle Kinos in der Stadt zerstört. Ab 1948 erfolgte der Ausbau der Zerrennerstraße zur vierspurigen Durchgangsstraße mit begleitender Geschäftshausbebauung. 